# Ha'penny Bridge
Lo Ha'penny bridge (nome derivato dal completo Half penny bridge, in passato anche Penny Ha'penny Bridge, tradotto in italiano "ponte da mezzo penny", a causa del pedaggio richiesto per il passaggio dopo la sua costruzione) è un ponte pedonale che collega le due sponde del Liffey a Dublino, in Irlanda, ed è sicuramente il più conosciuto della città. Il nome ufficiale del ponte è Liffey Bridge (dal nome del fiume sottostante), ma nessuno lo chiama in questo modo.

## Storia
Il ponte fu costruito e sviluppato nel 1816 sull'onda di un moto di proteste per il cattivo stato dei traghetti che trasportavano merci e persone attraverso il fiume, e nato sotto il nome di Wellington Bridge, in onore di sir Arthur Wellesley, I duca di Wellington. In seguito fu ribattezzato Liffey Bridge (secondo il fiume di Dublino, il Liffey appunto), un nome ancor oggi usato sui documenti ufficiali, e quasi immediatamente soppiantato dall'entità del pedaggio richiesto a chi lo attraversava – originariamente mezzo penny. Il pedaggio fu poi aumentato a un penny, e nel 1919 abolito assieme ai tornelli che ne limitavano l'accesso ai due lati.

## Architettura
La sua struttura si sviluppa per 43 metri di lunghezza e 3,66 metri di larghezza. È un ponte ad arco a via superiore con una sola curva che si innalza verso il centro della struttura per poi riscendere verso la sponda opposta. È sormontato da tre eleganti lampade supportate da strutture metalliche ricurve.

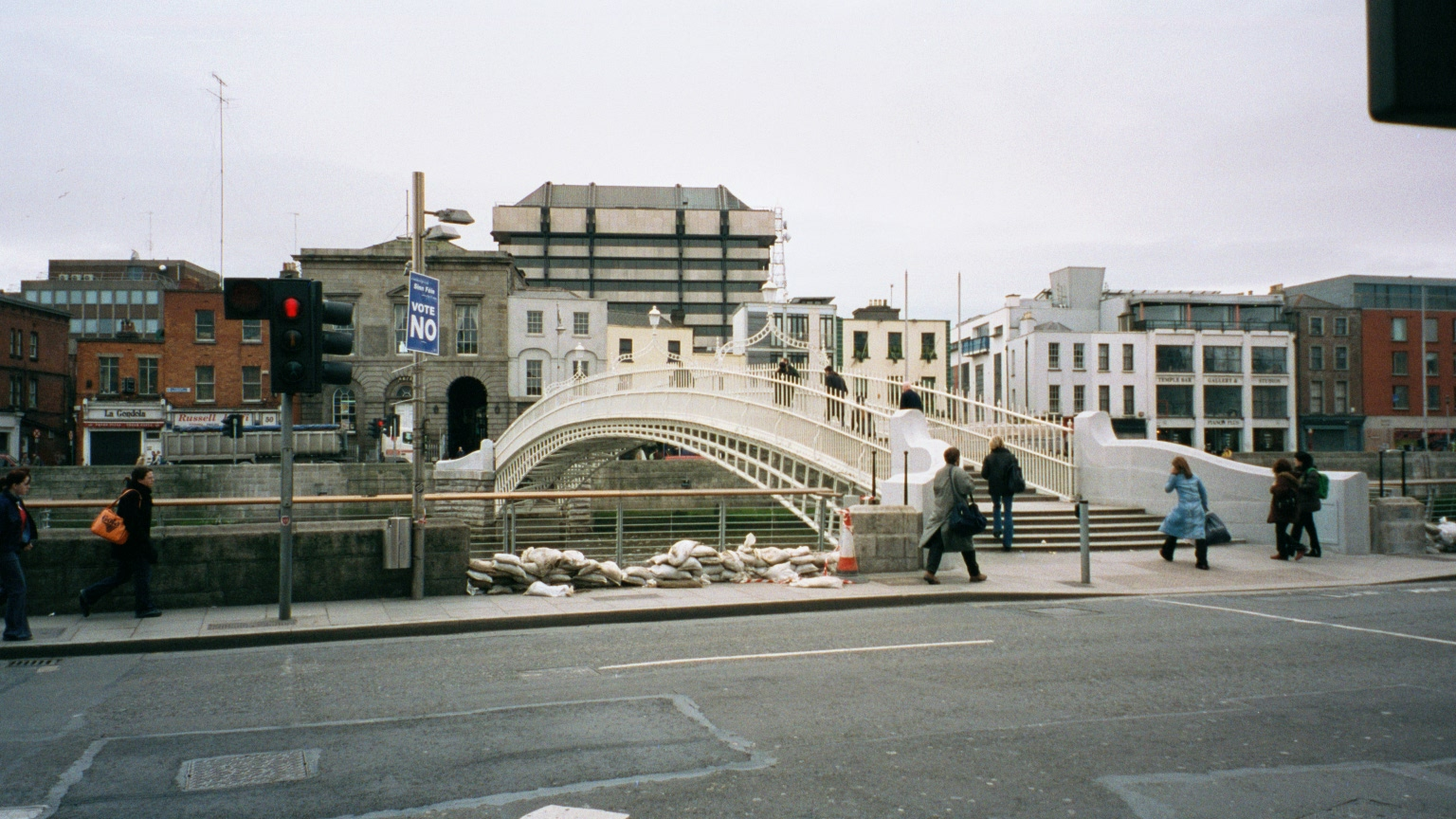
Restauro
Il ponte durante il restauro del 2001

La struttura del ponte è stata interamente composta di ghisa dal 1816 al 2001, data in cui fu chiuso per restauri, i quali furono affidati ai cantieri Harland and Wolff di Belfast. La ghisa, infatti, aveva una forte tendenza a formare ruggine, e le cattive condizioni del ponte, specie per le inferriate laterali, non erano più accettabili né sul profilo della sicurezza, né su quello dell'estetica.
Nel 2003 il ponte è stato riaperto con alcune evidenti migliorie: la verniciatura ha riacquisito il colore originario (bianco anziché nero), la resistenza dei materiali è stata migliorata, e sono stati creati marciapiedi più larghi per permettere ai pedoni di sostare più agevolmente durante l'attesa ai semafori ai due lati del ponte.